# تپه دره سر (۲)
تپه دره سر (۲) مربوط به دوره نوسنگی تا عصر مس - مفرغ است و در شهرستان دورود، بخش سیلاخور دهستان چالانچولان، ۹۰۰ متری شمال غرب روستای عربان واقع شده و این اثر در تاریخ ۲۸ شهریور ۱۳۸۶ با شمارهٔ ثبت ۱۹۵۴۲ به‌عنوان یکی از آثار ملی ایران به ثبت رسیده است.